# Patent Ochsner
Pour les articles homonymes, voir Ochsner.

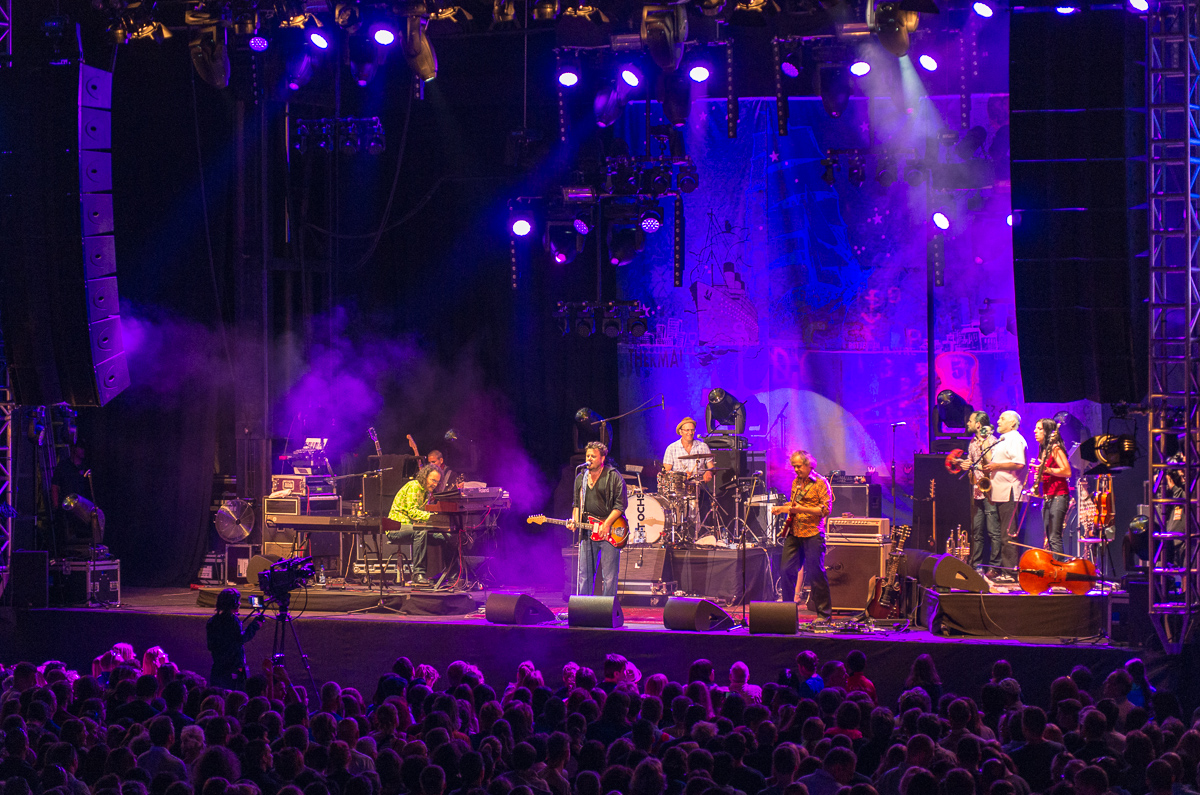
Patent Ochsner am Stars of Sounds 2013 in Aarberg

Patent Ochsner est un groupe de musique suisse alémanique.
Fondé en 1990, le groupe tire son nom de l'inscription présente sur le modèle de poubelle le plus répandu en Suisse, fabriqué par l'entreprise J. Ochsner AG: Patent Ochsner, soit l'équivalent en allemand de Modèle breveté Ochsner. Leur premier album Schlachtplatte, paru en 1991, leur vaut une rapide renommée en Suisse alémanique.
La plupart des chansons du groupe sont en dialecte bernois (bärndütsch).

## Discographie

### Albums studio
- 1991 - Schlachtplatte
- 1993 - Fischer
- 1994 - Gmües
- 1997 - Stella Nera
- 2003 - Trybguet
- 2005 - Liebi, Tod Und Tüüfu
- 2008 - The Rimini Flashdown
- 2012 - Johnny (The Rimini Flashdown Part II)
- 2015 - Finitolavoro (The Rimini Flashdown Part III)
- 2019 - Cut Up
- 2025 - Tag & Nacht

### Compilations et Albums en public
- 1998 - Wildbolz & Süsstrunk - Live
- 2010 - Bundesplatz (Concert enregistré à Place fédérale le 30 août 2010) (Patent Ochsner & Berner Symphonieorchester)
- 2017 - Strange Fruits - Unique Moments live im Landesmuseum
- 2022 - Tonbildshow - MTV Unplugged